# 喜茂別駅

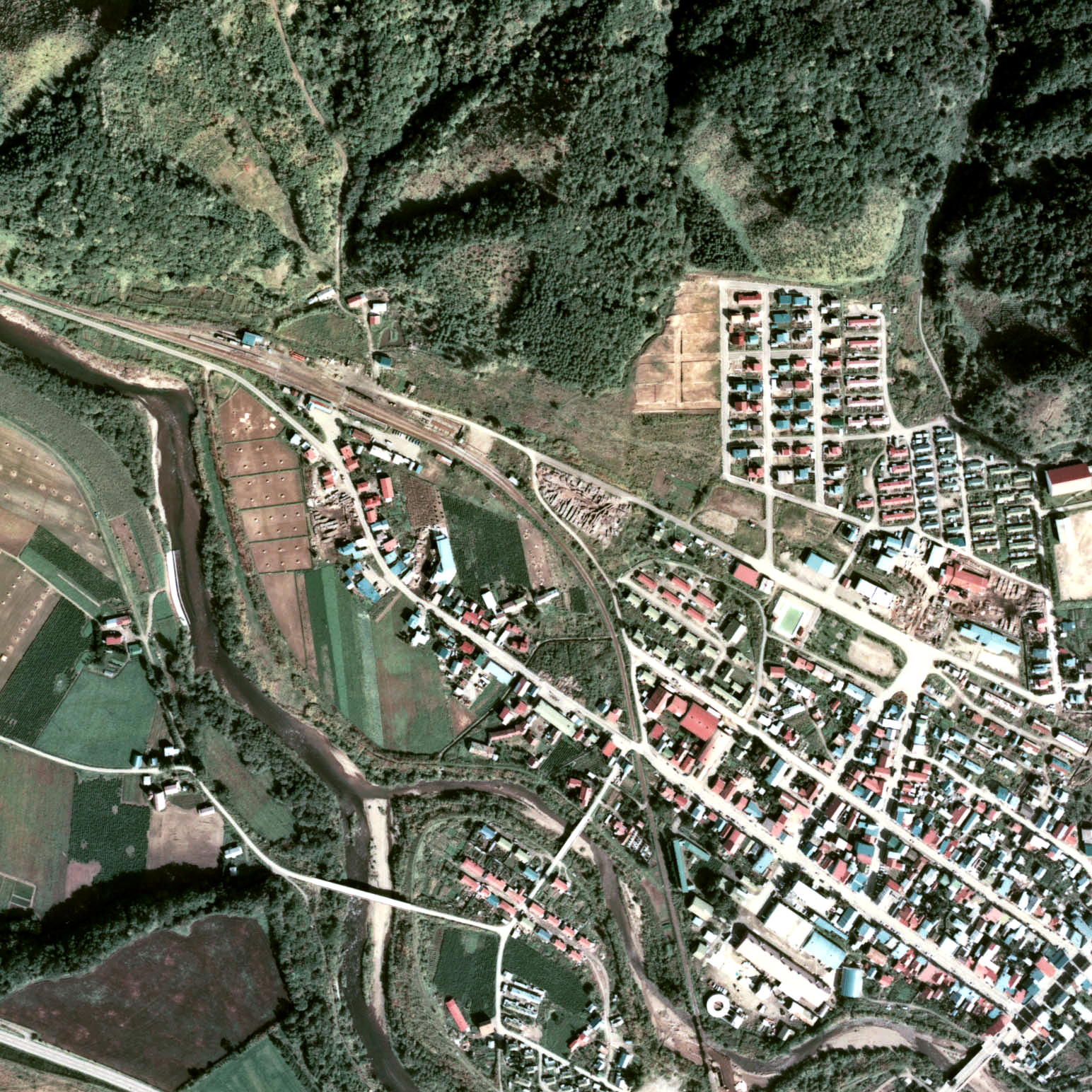
1976年の喜茂別駅と周囲約1km範囲。下が伊達紋別方面。駅裏側から右斜め下方向へ初代喜茂別駅への軌道跡が道に転用されて残されている。初代喜茂別駅は右端近くの木工所の下側にあった。当時の駅前広場がそのまま残されている。

喜茂別駅（きもべつえき）は、北海道（後志支庁）虻田郡喜茂別町字喜茂別にかつて置かれていた、日本国有鉄道（国鉄）胆振線の駅（廃駅）である。電報略号はキヘ。事務管理コードは▲131910。
1980年（昭和55年）9月まで運行されていた、急行「いぶり」の停車駅であった。

## 歴史
喜茂別駅を称した駅は、2つ存在した。ひとつは胆振鉄道が開業した際に終着駅として設置した喜茂別駅（初代）。もうひとつは胆振鉄道を合併した胆振縦貫鉄道が、伊達紋別方面に路線を延長する際に、喜茂別駅（初代）と留産駅の間に新設した西喜茂別駅（にしきもべつえき）を国有化時に改称した2代目駅である。
胆振縦貫鉄道開業後は、西喜茂別駅 - 喜茂別駅（初代）間は貨物支線（キロ程0.7km）となっていたが、国有化の際に喜茂別駅（初代）は旧・西喜茂別駅構内に併合され、廃止となった。
- 1928年（昭和3年）10月21日 - 胆振鉄道京極駅 - 喜茂別駅（初代）間開通に伴い、開業。一般駅[1]。
- 1938年（昭和13年） - 喜茂別駅（初代）-字福島の日鉄鉱業上喜茂別鉱山間に、専用鉄道6.6kmが開通[4]。
- 1940年（昭和15年）10月 - 上喜茂別鉱山専用鉄道を胆振開発（株）へ貸与し、運用を一元化[5]。
- 1941年（昭和16年）
  - 9月27日 - 胆振鉄道が胆振縦貫鉄道に譲渡（合併）される。それに伴い、同鉄道の駅となる。
  - 10月12日 - 胆振縦貫鉄道徳舜瞥駅（後の新大滝駅） - 西喜茂別駅間延伸開通（西喜茂別駅新設）。同時に喜茂別駅（初代）は貨物駅となり、西喜茂別駅 - 喜茂別駅（初代）間は貨物支線となる。
- 1944年（昭和19年）7月1日 - 胆振縦貫鉄道が戦時買収により国有化され[1]、路線名を胆振線に改称。それに伴い、同線の駅となる。喜茂別駅（初代）及び貨物支線を西喜茂別駅構内に併合（喜茂別駅（初代）を廃止）し、西喜茂別駅を喜茂別駅（2代目）に改称[1]。
- 1957年（昭和32年）以降 - 日鉄鉱業喜茂別鉱山専用鉄道撤去[6]。
- 1980年（昭和55年）5月15日 - 貨物の取り扱いを廃止。業務委託となる[7]。
- 1984年（昭和59年）2月1日 - 荷物の取り扱いを廃止[2][1]。
- 1986年（昭和61年）11月1日 - 胆振線の全線廃止に伴い、廃駅となる。

### 駅名の由来
所在地名（自治体名）より。

## 駅構造
廃止時点で、単式ホーム2面2線を有する地上駅であった。ホームが千鳥式に配置された列車交換可能な交換駅であった。互いのホームは、駅舎側ホーム西側と対向ホーム東側を結んだ構内踏切で連絡した。駅舎側ホーム（南側）が下りの1番線、対向ホーム（北側）が上りの2番線となっていた。この2つのホームはかなり離れていた。そのほか2番線の倶知安方から分岐し、2番線ホームの外側（乗降可能）への行き止まりの側線を1線有していた。
業務委託駅となっており、駅舎は構内の南西側に位置し、ホームとは通路及び構内踏切で連絡した。
かつては鉄鉱石や農産物の集荷駅であった。

## 利用状況
- 1981年度（昭和56年度）の1日当たりの乗降客数は195人[8]。

## 駅周辺
喜茂別町の市街地からは2kmほど離れており、少し不便な位置にあった。
- 北海道道696号喜茂別停車場線
- 国道276号（尻別国道）[9]
- 国道230号（中山国道）[9]
- 喜茂別町役場
- 倶知安警察署喜茂別駐在所
- 喜茂別郵便局
- 北海道喜茂別高等学校
- 喜茂別中学校
- 喜茂別小学校
- 喜茂別厚生病院
  - 道南バス「喜茂別厚生病院前」停留所
- 北海道信用金庫喜茂別支店
- ようてい農業協同組合（JAようてい）喜茂別支所
- 尻別川[9]
- 喜茂別川[9]
- 尻別山 - 駅の南西。標高1,107m[9]。
- 道南バス「喜茂別」停留所
  - 札幌駅前方面、洞爺湖温泉・豊浦しおさい方面
  - 倶知安駅方面、御園・伊達駅前方面（胆振線代替）

## 駅跡
2001年（平成13年）時点で駅跡地には新しいアパートが建築され、2010年（平成22年）時点でも同様であった。住宅街となっていて、その一角の公園に駅跡の記念碑がある。

## 隣の駅
日本国有鉄道
胆振線
北鈴川駅 - 喜茂別駅 - 留産駅